# Eriosema lucipetum
Eriosema lucipetum är en ärtväxtart som beskrevs av Charles Howard Stirton. Eriosema lucipetum ingår i släktet Eriosema och familjen ärtväxter. Inga underarter finns listade i Catalogue of Life.